# José Raposo Nobre
José Raposo Nobre (Sines, 17 de Fevereiro de 1929 - Alvalade, Santiago do Cacém, 8 de Dezembro de 2017) foi um político e empresário português.

## Biografia

### Primeiros anos
José Raposo Nobre nasceu na vila de Sines, mas ainda durante os primeiros anos foi residir para a freguesia de Alvalade, em Santiago do Cacém.

### Carreira política e profissional
Tinha a profissão de comerciante, tendo sido igualmente gerente do Cinema Alvalade entre 1959 e 1973, onde organizou vários espectáculos de variedades com as maiores estrelas da televisão, do cinema e do rádio nesse período. Também foi um dos fundadores do Futebol Clube Alvadalense.
Após a Revolução de 25 de Abril de 1974, foram organizadas eleições nas várias freguesias, para formar a comissão administrativa que seria responsável pela câmara municipal, tendo José Nobre sido eleito em Alvalade por 98% dos votos. Ocupou a posição de vice-presidente da comissão administrativa entre 1974 e 1976.
Em 1976 foi nomeado pelo Partido Comunista Português para liderar as linhas da coligação Frente Eleitoral Povo Unido, nas eleições para presidência da Câmara Municipal. Foi eleito, tendo ocupado aquela posição de 1976 a 1979. Foi o primeiro presidente de câmara efectivo em Santiago do Cacém após a Revolução de 25 de Abril, tendo sido antecedido pelo presidente da comissão administrativa, António Elias Simões. O seu mandato inseriu-se numa fase de desenvolvimento das infraestruturas básicas no concelho, o que melhorou as condições de vida dos habitantes. Não se recandidatou devido às necessidades da sua vida profissional e pessoal, embora tenha assumido o posto de vereador da cultura. Foi sucedido por José Eduardo Evangelista Franco Cheis, que esteve à frente da autarquia entre 1979 e 1982.
De 1998 a 2014, fez parte dos órgão directivos da Casa do Povo de Alvalade.

### Falecimento e família
Faleceu em 8 de Dezembro de 2017, aos 88 anos de idade, em Alvalade. O funeral foi realizado no dia seguinte, em Alvalade.
Quando faleceu, estava casado e tinha dois filhos, quatro netos e cinco bisnetos.

## Homenagens
Em 2013 foi condecorado com a Medalha de Mérito Municipal de Santiago do Cacém, devido à sua carreira autárquica e dirigente associativo. Em 14 de Dezembro de 2017, a autarquia fez um minuto de silêncio e emitiu uma nota de pesar pela sua morte, onde recordou o seu contributo para a democracia no concelho.